# Ориген
Ориген Александријски (грч. Ὠριγένης; Александрија, око 185 — Тир, око 253), познат и као Ориген Адамантије, био је филозоф и богослов, аутор мноштва библијско-критичких, егзегетских, догматских, апологетских и поучних дела, а такође и проповеди и писама.

## Биографија
Ориген је рођен у Александрији као најстарији од седморо деце, и већ као дечак показивао је изузетну талентованост. Његов отац који се звао Леонида био је учитељ грчког језика, који му је пружио једно изврсно образовање, а од мајке Јеврејке са којом је често певао библијске псалме научио је хебрејски. У Александрији је посећивао предавања Пантена и Клемента. До седамнаесте године је стекао такву славу да је његов отац био познат као »Леонида отац Оригенов«. Због његовог снажног тела и изузетне снаге називали су га „Тврди“.
Године 202. под владавином Септимија Севера дошло је до великог прогона хришћана, његов је отац, одбивши да негира постојање Христа, одвучен из куће и одведен у Цезареју. Док су се његова мајка и браћа шћућурили у страху, Ориген је захтевао да прати свога оца на путу мучеништва, схвативши да он то мисли озбиљно, његова је мајка узела његове сандале и сакрила их. Али то га није одвратило од намере да крене за њима. Трчећи босоног за војницима који су тукли његовог оца, викао је и преклињао га да се због њих не одрекне вере.
Након смрти Леонида, као што је то био обичај, римске су власти заплениле сву његову имовину и оставиле му осиромашену породицу без игде ичега. Ориген је био прихваћен од једне јако богате госпође, која се једно кратко време бринула о његовом даљњем школовању и образовању.

### Вођење школе
203. када је Клемент напустио положај декана теолошке школе, Ориген је са осамнаест година изабран за његовог наследника. Школа је била под строгим надзором епископа Димитрија са којим ће се он много пута сукобити. Преко дана је Ориген предавао граматику а ноћу се посветио проучавањем Библије, тако да је могао да издржава мајку и шесторо браће.
По Матеју 19,12; Ориген је одлучио да се кастрира због духовних разлога. Данашњи научници сумњају у ту тезу. Могуће је да та тврдња долази од стране његовог противника Димитрија. Ориген је подучавао граматику, природне науке, филозофију и преводио Библију. Ученике је поделио у две групе, он је узео напредније, а Херакло, с којим се упознао на Клементовим предавањима, узео почетнике.
Уз те обавезе, Ориген се посветио и темељитом проучавању Платона, стоика и питагорејаца.
Оригеново учење ушло је у основе многих богословских система, како православних тако и јеретичких. Особито Оригену стављају у кривицу честу апелацију јеретика Арија према његовим делима и ауторитету. Аријево усмеравање према Оригену било је, по напомени уваженог научника, „не у том смислу да је Арије усвојио мисли тог учитеља, већ пре у томе што је Арије злоупотребио многе Оригенове изразе“ (еп. Јован, „Историја Васељенских Сабора“, Новочеркаск. 1893. стр. 4. /на руском/).

### Познанство са Амвросијем
Између 212. и 213. упознаје се са Амвросијем једним богатим Римљанином који постаје његов мецен и послодавац. Амвросије је Оригену осигурао седам писара, који су свакодневно записивали све шта је Ориген диктирао, а затим су те текстове давали четрнаесторици улепшавајућих писара (калиграфима) који су их преписивали. Амвросије ће све до своје смрти остати Оригенов послодавац.
Ориген је на месту декана теолошке школе остао двадесет и осам година, са малим прекидима које је користио за своје учењачке и теолошке потребе.

### Супротстављање Целсу
Седамдесет и пет година пре Оригеновог рођења хришћанство је уздрмала књига „Истинита реч“ од грчког филозофа Целса, да је запретила опасност од потпуног гушења нове вере. Одлучивши да је време за побијање Целсових оптужби, Ориген је написао своје најважније дело које је потпуно сачувано.
Године 250. затекао се Ориген у Тиру када је римски цар Деције Трајан (201–251) започео поновни прогон на хришћане, ту је и ухваћен и бачен у тамницу где је био мучен. По Јевсевију Ориген је био мучен до смрти, данима је био бичеван, везан за руке и ноге, и да је од тих последица и умро. Други извори по Јерониму, говоре да је био пуштен 251. након смрти Деција и да је 254. умро природном смрћу .

### Дела
Основним догматским радовима Оригена сматрају се „Против Целса" (у осам књига) и „О првим начелима“, где је снажно изражен апологетски карактер. То је дело први научно догматични покушај захтева старе цркве. У основна дела Оригена из библистике и егзегезе потребно је поменути тумачење на књигу Постања, Песму над Песмама, Јованово и Лукино јеванђеље, посланицу Римљанима. Оригенова дела се налазе у PGr. XI-XVII. Јевсевије Памфил му посвећује VI књигу своје Историје.
Оригеново богословље осуђено је као јерес на Петом Васељенском Сабору (553. године у Цариграду), по иницијативи императора Јустинијана, када је анализирао његово учење и затим упутио посланицу Мини, патријарху Константинопоља. У тој посланици изложено је десет анатематизама. Закључна тачка гласи: „Анатема и Оригену, прозваноме Адамант, који је изложио то нечасно и преступно учење, као и свакоме ко прихвати те мисли, или их штити или на неки начин ради на томе да се оне понове..." (пом. дело, pp. 279).
Како Оци на Петом Васељенском Сабору нису установили особена правила, ми на анатему Оригена наилазимо у првом правилу Шестог Васељенског Сабора, у коме се понавља одлука са Петог Сабора: „Теодора Мопсуестијског, Несторијевог учитеља, и Оригена, и Дидима, и Евагрија, који су обновили јелинске басне, и прелазак и поновно рађање тела и душе, учење које је противно вери у васкрсење мртвих... саборно смо предали проклетству и одбацили“. Како се може видети, Оригеново име се налази међу именима осталих јеретика.
Оригеново тумачење књиге Постања: PGr. XII